# Загін імені гетьмана Павла Полуботка (ОУН)

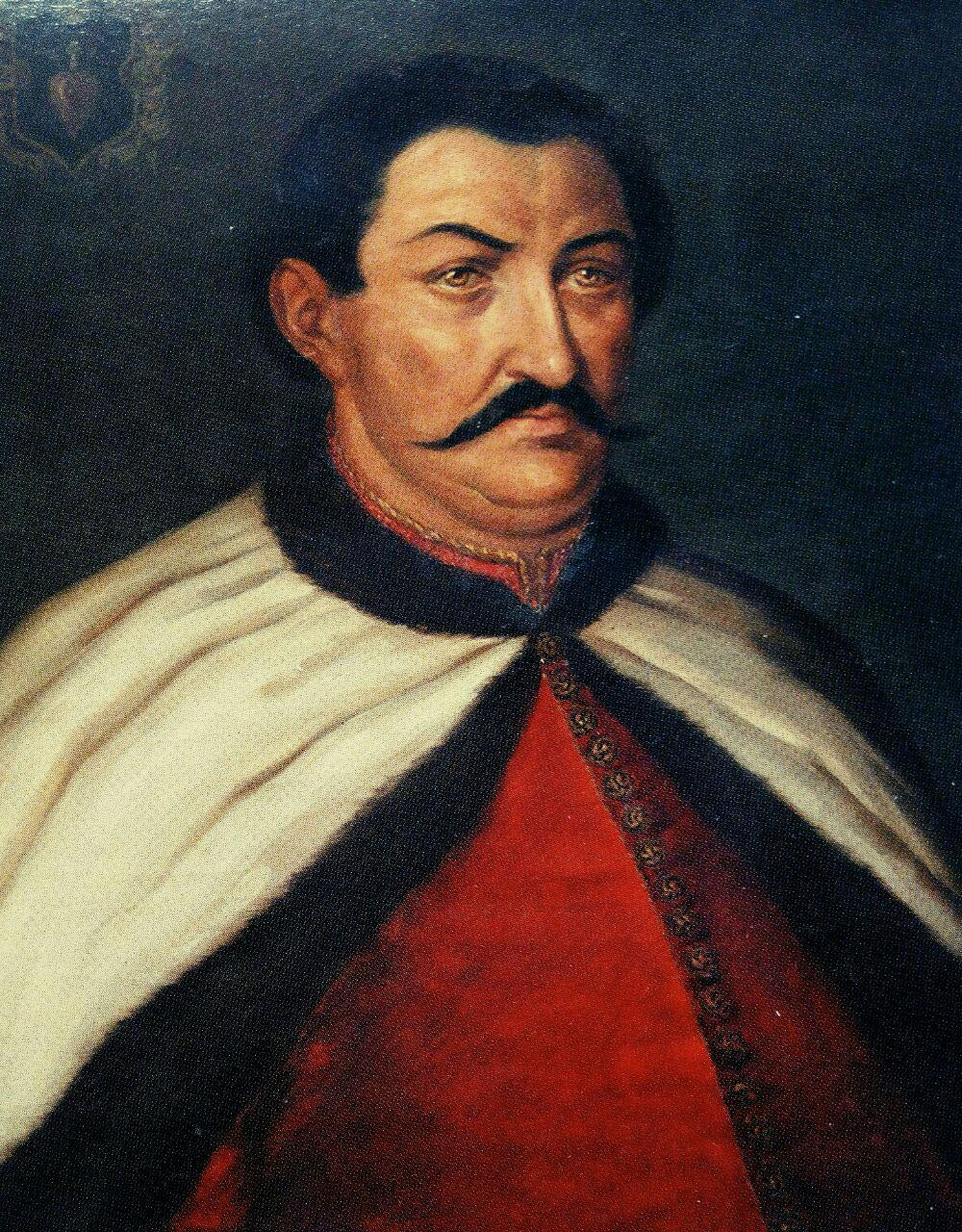
Гетьман Павло Полуботок, покровитель загону

Загін імені гетьмана Павла Полуботка — український партизанський загін, підпоряткований мельниківській фракції ОУН.

## Історія
Сформований у Бещадському повіті у липні 1944 року. Його завданням було керівництво партизанської війни проти радянської влади та забезпечення шляхів евакуації членів ОУН-М на захід.
Загін налічував понад 70 вояків, його командиром був Іван Кедюлич (Чубчик), його заступниками — С. Касіян та Костянтин Гіммельрайх.
На початку серпня 1944 року загін отримав ультиматум від курінного УПА Мартина Мізерного-«Рена». Мізерний перерахував Кедюличу пропозиції щодо співробітництва в обмін на повне підпорядкування політичному проводу ОУН-Б. Оскільки командир загону тягнув час, наприкінці серпня біля полонини Букове Бердо неподалік Балигорода «Рен» оточив та роззброїв загін, а бійців включив до складу свого куреня.